# Sam Mendes

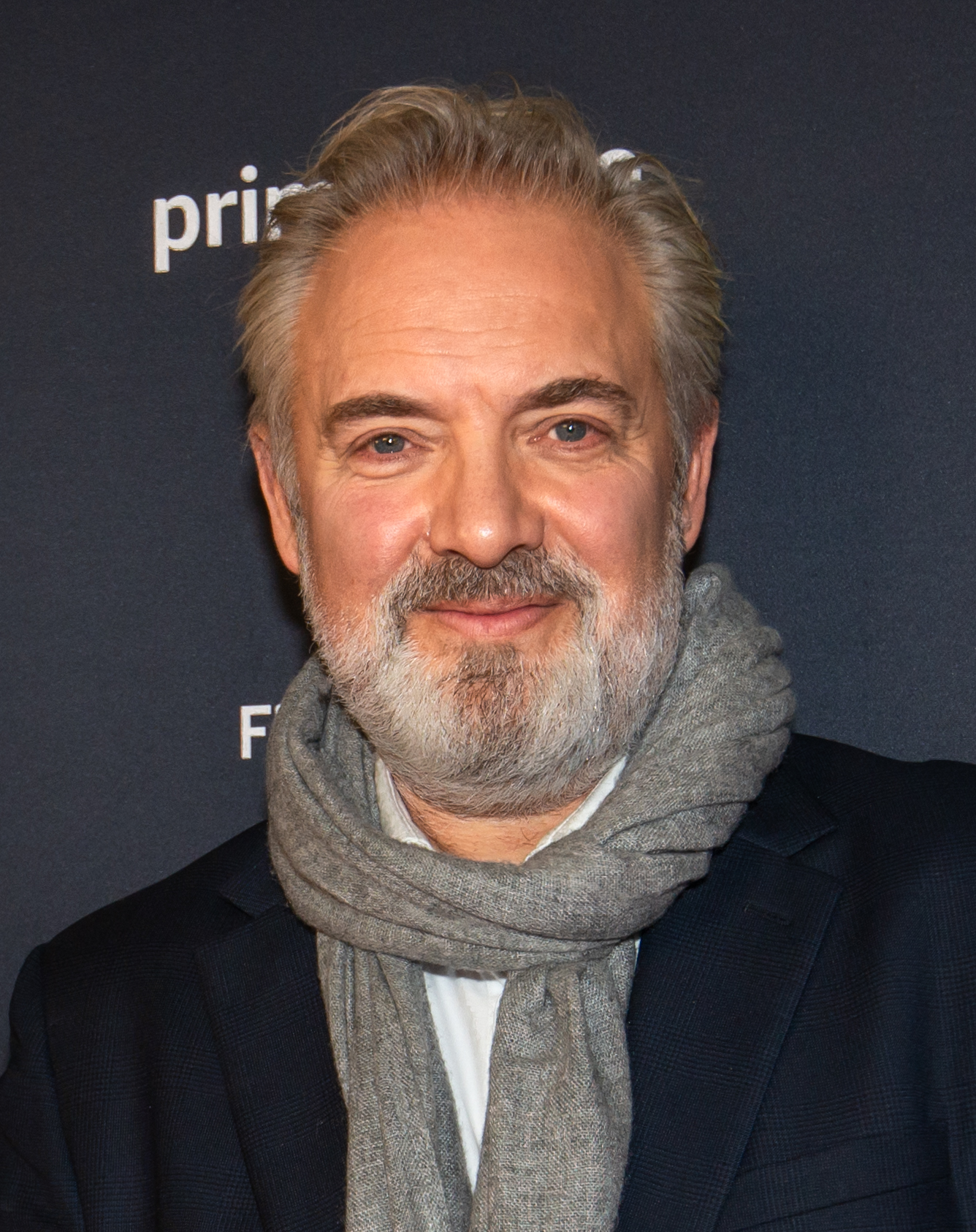
Sam Mendes, 2022

Sir Samuel Alexander „Sam“ Mendes, CBE (* 1. August 1965 in Reading, England) ist ein britischer Regisseur und Oscarpreisträger.

## Leben
Sam Mendes ist der Sohn des Schriftstellers und Hochschullehrers James Peter Mendes und der Schriftstellerin Valerie Helene Mendes. Nach der Scheidung seiner Eltern (1970) machte er in Oxford seinen Schulabschluss und an der Universität Cambridge 1987 den Bachelor in Englisch.
1992 übernahm er die Leitung des Donmar Warehouse Theaters im Londoner Westend, wo Mendes auch inszenierte.
Nach einer erfolgreichen Karriere beim Theater holte ihn Steven Spielberg in die USA. Dort drehte er mit American Beauty (1999) seinen ersten Kino-Film. Dieser erhielt mehrere Oscar-Auszeichnungen, darunter einen für Mendes’ Regie. Sein nächster Film war Road to Perdition, der bei den Internationalen Filmfestspielen von Venedig 2002 um den Goldenen Löwen konkurrierte. Zwischenzeitlich zog sich Mendes aus dem Filmgeschäft zurück und wandte sich wieder dem Theater zu.
2005 erschien Mendes’ Film Jarhead – Willkommen im Dreck. Im Jahr 2008 verfilmte er das Drama Zeiten des Aufruhrs mit Kate Winslet und Leonardo DiCaprio in den Hauptrollen; die Verfilmung des Romans von Richard Yates brachte Mendes 2009 seine zweite Golden-Globe-Nominierung als bester Regisseur ein.
Am 3. Mai 2009 zeigte Sam Mendes erstmals eine Theaterarbeit in Deutschland. Seine Inszenierung von Anton Tschechows Kirschgarten war bei den Ruhrfestspielen Recklinghausen zu sehen. Die Hauptrollen spielten Rebecca Hall und Ethan Hawke.
Mendes führte beim 23. James-Bond-Film Skyfall (2012) Regie und inszenierte auch den Bond-Film Spectre (2015).
2013 führte er Regie bei Charlie and the Chocolate Factory, einer Musicaladaption des gleichnamigen Kinderbuches von Roald Dahl, die für einen Olivier Award nominiert wurde.
2016 wurde er als Jurypräsident der 73. Internationalen Filmfestspiele von Venedig ausgewählt.
2019 führte Mendes Regie beim Kriegsdrama 1917, das mit Golden Globe Awards in den Kategorien Filmdrama und Regie ausgezeichnet wurde. Bei der Oscarverleihung 2020 erhielt der Film zehn Nominierungen, darunter drei für Mendes selbst (Film, Regie, Originaldrehbuch).
Anfang September 2022 wurde Mendes’ historischer Liebesfilm Empire of Light mit Olivia Colman in der Hauptrolle uraufgeführt.
Mendes war seit 24. Mai 2003 mit der Schauspielerin Kate Winslet verheiratet. Im März 2010 gab das Paar seine Trennung bekannt. Mendes und Winslet haben einen Sohn, der im Dezember 2003 zur Welt kam. Seit 2017 ist er mit der englischen Trompeterin Alison Balsom verheiratet.

## Filmografie
- 1993: Cabaret (Fernsehfilm)
- 1996: Company (Fernsehfilm)
- 1999: American Beauty
- 2002: Road to Perdition
- 2005: Jarhead – Willkommen im Dreck (Jarhead)
- 2008: Zeiten des Aufruhrs (Revolutionary Road)
- 2009: Away We Go – Auf nach Irgendwo (Away We Go)
- 2012: James Bond 007: Skyfall (Skyfall)
- 2015: James Bond 007: Spectre (Spectre)
- 2019: 1917
- 2022: Empire of Light

## Theater (Auswahl)
- 1992: Assassins (Donmare Warehouse London)
- 1994: Oliver! (London Palladium)
- 2014: King Lear (National Theatre London)

## Auszeichnungen
Oscar
- 2000: Auszeichnung für die Beste Regie für American Beauty
- 2020: Nominierung für den Besten Film für 1917
- 2020: Nominierung für die Beste Regie für 1917
- 2020: Nominierung für das Beste Originaldrehbuch für 1917

Golden Globe
- 2000: Auszeichnung für die Beste Regie für American Beauty
- 2009: Nominierung für den Besten Film – Drama für Zeiten des Aufruhrs
- 2009: Nominierung für die Beste Regie für Zeiten des Aufruhrs
- 2020: Auszeichnung für den Besten Film – Drama für 1917
- 2020: Auszeichnung für die Beste Regie für 1917

BAFTA
- 2000: Nominierung für die Beste Regie für American Beauty
- 2013: Auszeichnung für den Besten britischen Film für James Bond 007: Skyfall
- 2020: Auszeichnung für den Besten Film für 1917
- 2020: Auszeichnung für den Besten britischen Film für 1917
- 2020: Auszeichnung für die Beste Regie für 1917

sonstige Auszeichnungen
- 1989: Critics’ Circle Theatre Award am vielversprechendster Newcomer für The Cherry Orchard
- 1995: Critics’ Circle Theatre Award bester Regisseur für The Glass Menagerie
- 1995: Laurence Olivier Award bester Regisseur für The Glass Menagerie
- 1996: Laurence Olivier Award bester Regisseur für Company
- 1998: Tony Award bester Regisseur eines Musicals für Cabaret (Nominierung)
- 1999: Directors Guild of America Award für die beste Regie für American Beauty
- 2000: Commander of the Order of the British Empire
- 2002: Critics’ Circle Theatre Award bester Regisseur für Uncle Vanya und Twelfth Night
- 2003: Laurence Olivier Award bester Regisseur für Society of London Theatre Special Award
- 2019: Ritterwürde (Knight Bachelor)[8]